# Trichomanes trollii
Trichomanes trollii là một loài thực vật có mạch trong họ Hymenophyllaceae. Loài này được Bergdolt miêu tả khoa học đầu tiên năm 1933.